# Gare de Saint-Maime - Dauphin
La gare de Saint-Maime - Dauphin est une gare ferroviaire française de la ligne de Forcalquier à Volx. Elle est située sur le territoire de la commune de Saint-Maime, à proximité de Dauphin, dans le département des Alpes-de-Haute-Provence, en région Provence-Alpes-Côte d'Azur. La gare et la ligne sont fermées et désaffectées.

## Situation ferroviaire
Établie à 381 mètres d'altitude, la gare de bifurcation de Saint-Maime - Dauphin était située au point kilométrique (PK) 70,5 de la ligne de Cavaillon à Saint-Maime - Dauphin et au PK 7,1 de la ligne de Forcalquier à Volx.

## Patrimoine ferroviaire
L'ancienne halle à marchandises est réaffecté en « garage de la gare ».